# إدوارد جاكسون (مصور)
إدوارد جاكسون (بالإنجليزية: Edward Jackson) هو مصور أمريكي، ولد في 28 يونيو 1885 في فيلادلفيا في الولايات المتحدة، وتوفي في 11 نوفمبر 1967 في ويلتون ‏ في الولايات المتحدة.